# Claudia Bokel
Claudia Bokel (* 30. August 1973 in Ter Apel, Niederlande) ist eine deutsche Sportfunktionärin und ehemalige Degenfechterin. Sie wurde 2001 Weltmeisterin und 2006 Europameisterin. Von 2008 bis 2016 war sie Mitglied des Internationalen Olympischen Komitees (IOC), ab 2012 dort Exekutivmitglied und Vorsitzende der Athletenkommission. Seit 2016 ist sie Präsidentin des Deutschen Fechter-Bundes.

## Leben und sportliche Laufbahn
Bokel, die neben ihrem deutschen auch einen niederländischen Pass besitzt, wuchs im niederländischen Ter Apel auf, ging aber wie auch ihre älteren Geschwister in einen Kindergarten im emsländischen Rütenbrock. Von 1989 bis 1992 lebte sie im Bonner Fechtinternat, Abitur machte sie am Friedrich-Ebert-Gymnasium.
Bokel wurde erstmals 1992 Juniorenweltmeisterin in Genua und verteidigte den Titel 1993 in Denver. Mit der Mannschaft gewann sie 1993 in Essen, 1997 in Kapstadt und 2003 in Havanna WM-Silber. Bei den Fechtweltmeisterschaften 1999 in Seoul, 2005 in Leipzig, 2006 in Turin und 2007 in Sankt Petersburg gewann sie mit der Mannschaft WM-Bronze. Im Einzel wurde sie 2001 in Nîmes erste deutsche Weltmeisterin. 1998 wurde sie Deutsche Meisterin mit der Mannschaft, 2001, 2003 und 2007 wurde sie Deutsche Meisterin im Einzel, 2005 Deutsche Meisterin im Einzel und mit der Mannschaft. Bei den Olympischen Sommerspielen 2004 in Athen holte sie gemeinsam mit Imke Duplitzer und Britta Heidemann Mannschaftssilber hinter dem Team aus Russland. 2006 wurde sie in Izmir Europameisterin im Damen-Degen-Einzel. Bokel, die 1989 beim OFC Bonn mit dem Leistungsfechten begann, gab im Oktober 2002 ihren Wechsel zum FC Tauberbischofsheim bekannt.
Bokel war und ist in diversen Ehrenämtern tätig. Sie war von 2005 bis 2009 Präsidentin der Athletenkommission der Europäischen Olympischen Komitees (EOK); dazu wurde sie am 22. Mai 2005 in Kiew mit 22 von 26 möglichen Stimmen gewählt. Außerdem war die studierte Chemikerin (2008, Radboud-Universität Nijmegen), Mitglied im Kuratorium der NADA. Sie ist Mitglied im DOSB und seit 2006 Mitglied des DOSB-Präsidiums. Von 2006 bis 2007 als Vorsitzende der DOSB-Athletenkommission, von 2008 war sie als IOC-Mitglied ständiger Gast. Seit einer Satzungsänderung im Dezember 2011 ist sie als IOC-Mitglied Mitglied des Präsidiums. Am 21. August 2008 wurde Bokel für den Zeitraum von acht Jahren als Mitglied der Athletenkommission in das Internationale Olympische Komitee (IOC) gewählt. Seit den Olympischen Spielen 2012 in London war sie Vorsitzende der Athletenkommission, nachdem sie bereits seit 2010 als stellvertretende Vorsitzende fungiert hatte. Im Oktober 2016 wurde sie zur Präsidentin des Deutschen Fechter-Bundes gewählt. Im Dezember 2021 kandidierte Bokel bei der Wahl eines Nachfolgers für Alfons Hörmann als Präsident des Deutschen Olympischen Sportbundes, unterlag aber Thomas Weikert.
Claudia Bokel ist seit Februar 2009 als Senior Consultant bei der Bayer AG berufstätig.

## Auszeichnungen
- 2001: Fechterin des Jahres in Deutschland
- 2004: Silbernes Lorbeerblatt
- 2016: Ehrendoktorwürde der Fachhochschule und Sportakademie Belgrad